# Kurt Schmied
Kurt Schmied (ur. 14 czerwca 1926 w Wiedniu, zm. 9 grudnia 2007 tamże), austriacki piłkarz, bramkarz. Brązowy medalista MŚ 54. Wieloletni zawodnik First Vienna FC.
Piłkarzem First Vienna FC był w latach 1952–1965, wcześniej grał m.in. w Wiener SC. W 1955 zdobył tytuł mistrza kraju. Karierę kończył w Austrii (1966). W reprezentacji Austrii zagrał 38 razy. Debiutował w maju 1954, tuż przed mistrzostwami świata, ostatni raz zagrał w 1960. Podczas MŚ 54 zagrał w czterech meczach Austrii w turnieju, jedynie w półfinale zastąpił go Walter Zeman. Cztery lata później wystąpił jedynie w meczu z ZSRR.